# V631 Андромеды
V631 Андромеды (лат. V631 Andromedae) — одиночная переменная звезда в созвездии Андромеды на расстоянии (вычисленном из значения параллакса) приблизительно 10764 световых лет (около 3300 парсеков) от Солнца. Видимая звёздная величина звезды — от +10,73m до +10,55m.

## Характеристики
V631 Андромеды — красный гигант, пульсирующая полуправильная переменная звезда типа SRB (SRB) спектрального класса M. Радиус — около 120,68 солнечных, светимость — около 1565,572 солнечных. Эффективная температура — около 3305 K.